# リドリー郡区 (ペンシルベニア州デラウェア郡)
リドリー郡区（英: Ridley Township）は、アメリカ合衆国ペンシルベニア州東部のデラウェア郡のタウンシップ（郡区）である。2020年の国勢調査での人口は31,053人だった。
リドリー住人の子弟は通常リドリー教育学区の学校に通うが、地域内には幾つかのカトリック系学校があり、フィラデルフィア大教区が運営している。

## 歴史
リドリー郡区の名称は最初の入植者の一人であるジョン・シムコックが移住した英国チェシャー州リドリーに由来している。初めて法廷記録でリドリーについて言及されたのは、1684年にこの地域の徴税人が任命されたときのことである。

独立戦争の間、リドリーは大陸軍とイギリス軍の両方に横断された。ジョージ・ワシントンは、ハウ将軍に対抗するためにデラウェア州ウィルミントンへ向かう途中、リドリー郡区を通過して軍を移動させた。ブランディワインの戦いの後、大陸軍兵士はリドリーの道路沿いに野営し、ジョージ・ワシントンはジョン・マキルベインの家で一夜を明かした。1777年11月19日、コーンウォリス将軍はフィラデルフィアから3,000人の兵を率いてリドリー郡区を進軍させた。その際、「兵士たちは道中の無抵抗な人々から容赦なく奪い、貧しい未亡人から裕福な夫から同様に容赦なく食べ物を奪った」と報告されています。1777年12月22日、ハウ将軍と軍隊は、ダービーへの襲撃のため、リドリーを通過した。

## 地理
アメリカ合衆国国勢調査局に拠れば、領域全面積は5.3平方マイル (13.6 km2)であり、このうち陸地5.1平方マイル (13.1 km2)、水域は0.2平方マイル (0.5 km2)で水域率は3.80%である。

### 隣接する自治体
- スプリングフィールド・タウンシップ - 北
- アッパー・ダービー・タウンシップ - 北東
- ダービー・タウンシップ - 東
- グレノルデン・ボロ - 東
- ノーウッド・ボロ - 東
- プロスペクトパーク・ボロ - 東
- リドリーパーク・ボロ - リドリー・タウンシップに三方を囲まれている
- ティニカム・タウンシップ - 南
- ニュージャージー州グリニッジ・タウンシップ - 南
- エディストーン・ボロ - 南
- チェスター市 - 南西
- ネザープロビデンス・タウンシップ - 南西
- スワースモア・ボロ - 北西
- ラトリッジ・ボロ - リドリー・タウンシップに完全に囲まれている

## 人口動態
以下は2000年国勢調査による人口統計データである。
| 基礎データ - 人口: 30,791 人（2000年から9.7%成長） - 世帯数: 12,121 世帯 - 家族数: 8,218 家族 - 人口密度: 2,344.9人/km2（6,075.9 人/mi2） - 住居数: 12,544 軒 - 住居密度: 955.3軒/km2（2,475.3 軒/mi2） 人種別人口構成 - 白人: 96.97% - アフリカン・アメリカン: 0.26% - ネイティブ・アメリカン: 0.07% - アジア人: 1.64% - 太平洋諸島系: 0.05% - その他の人種: 0.21% - 混血: 0.80% - ヒスパニック・ラテン系: 0.92% 年齢別人口構成 - 18歳未満: 24.4% - 18-24歳: 7.1% - 25-44歳: 30.3% - 45-64歳: 21.0% - 65歳以上: 17.2% - 年齢の中央値: 38歳 - 性比（女性100人あたり男性の人口） - 総人口: 92.4 - 18歳以上: 88.0 | 世帯と家族（対世帯数） - 18歳未満の子供がいる: 30.2% - 結婚・同居している夫婦: 52.3% - 未婚・離婚・死別女性が世帯主: 11.7% - 非家族世帯: 32.2% - 単身世帯: 28.0% - 65歳以上の老人1人暮らし: 12.9% - 平均構成人数 - 世帯: 2.54人 - 家族: 3.14人 収入と家計 - 収入の中央値 - 世帯: 45,918米ドル - 家族: 54,581米ドル - 性別 - 男性: 41,504米ドル - 女性: 29,972米ドル - 人口1人あたり収入: 21,437米ドル - 貧困線以下 - 対人口: 6.7% - 対家族数: 5.0% - 18歳未満: 8.0% - 65歳以上: 9.0% |

## 地区
リドリー郡区の中には次の地域社会が入っている。これらは全て地域の一部であり、地元住民からはリドリーと呼ばれ、同じ税制、教育学区、図書館、フォルサムにある警察署を共有している。これらの地区の多くは独自の消防署を持っているが、重大な火事や大きな行事の場合は互いに協力し合っている。
- クラムリン
- フォルサム
- ホームズ
- リーダム
- ミルモントパーク
- モートン
- シケイン
- ウッドリン
- スワースモアウッド